# Le Pionnier de l'espace
Pour plus de détails, voir Fiche technique et Distribution.
Le Pionnier de l'espace (First Man into Space) est un film de science-fiction britannique réalisé par Robert Day, sorti en 1959. 

## Synopsis
Dirigeant le programme américain de conquête spatiale, le militaire Charles Prescott envoie son frère, le lieutenant Dan Prescott, dans l'espace à bord du premier avion supersonique jamais construit. Mais Dan souhaite beaucoup plus que de devenir le premier homme dans l'espace. Indiscipliné et cabochard, lorsqu'il traverse l'ionosphère, il repousse les limites en refusant de faire demi-tour comme l'a demandé son frère, s'éloignant un peu plus de la Terre. Le pilote pousse son avion expérimental aux limites jusqu'à atteindre une hauteur de 600.000 pieds. Il utilise même les propulseurs d'urgence pour aller encore plus loin. Mais, ayant perdu le contact radio avec sa hiérarchie, et seul dans l'immensité du cosmos, son avion est traversé par des rayons cosmiques mortels avant de s'écraser sur Terre. Dan est porté disparu, présumé mort.
Dans la campagne, les autorités militaires retrouvent le reste de la navette endommagée, entourée de nombreux cadavres d'animaux. Quant à Dan, il est miraculeusement en vie. Mais en traversant la nuée de rayons cosmiques, il a subi une étrange mutation et il s'est transformé en monstre végétal assoiffé de sang...

## Fiche technique
- Titre original : First Man into Space
- Titre français : Le Pionnier de l'espace
- Réalisation : Robert Day
- Scénario : Wyott Ordung, John Croydon et Charles F. Vetter
- Montage : Peter Mayhew
- Musique : Buxton Orr
- Photographie : Geoffrey Faithfull
- Production : John Croydon, Charles F. Vetter et Richard Gordon
- Sociétés de production : Amalgamated Productions
- Société de distribution : Metro-Goldwyn-Mayer
- Pays d'origine :  Royaume-Uni
- Langue originale : anglais
- Format : Noir et blanc
- Genre : science-fiction
- Durée : 78 minutes
- Dates de sortie : 
  -  Royaume-Uni : 27 février 1959

## Distribution
- Marshall Thompson : commandant Charles Ernest Prescott
- Marla Landi : Tia Francesca
- Bill Edwards : lieutenant Dan Milton Prescott
- Robert Ayres : capitaine Ben Richards
- Bill Nagy : le chef de la police Wilson
- Carl Jaffe : Dr. Paul von Essen
- Roger Delgado : Ramon de Guerrera
- John McLaren : Harold Atkins